# Pilar Pellicer
María del Pilar Pellicer López de Llergo (Città del Messico, 12 febbraio 1938 – Città del Messico, 16 maggio 2020) è stata un'attrice messicana.

## Biografia
Era sorella dell'attrice 
Pina Pellicer e della scultrice Ana Pellicer. Era sposata con lo scultore James Metcalf con il quale ha generato una figlia: l'attrice Ariane Pellicer. Era nipote dello scrittore Carlos Pellicer. È morta per complicazioni da COVID-19.

## Filmografia

### Cinema
- Nazarín - regia di Luis Buñuel (1958)
- Pedro Páramo - regia di Carlos Velo (1967)
- L'ultimo colpo in canna - regia di Jerry Thorpe (1968)
- Los amigos - regia di Icaro Cisneros (1968)
- La Choca - regia di Emilio Fernández (1974)
- Zorro mezzo e mezzo - regia di Peter Medak 1981

### Televisione
- El Camino Secreto - serie TV (1986-1987)
- Muchachitas - serie TV (1991)
- Huracán - serie TV (1997-1998)
- Primer amor, a mil por hora (2000-2001)
- La madrastra - serie TV (2005)
- Mujeres asesinas - serie TV (1 episodio) (2010)
- Triunfo del amor - serie TV (2010-2011)
- Como dice el dicho - serie TV (2012-2013)
- La Gata - serie TV (2014)

## Riconoscimenti
- Premio Ariel per la miglior attrice per La choca (1975)